# Həbib bəy Səlimov

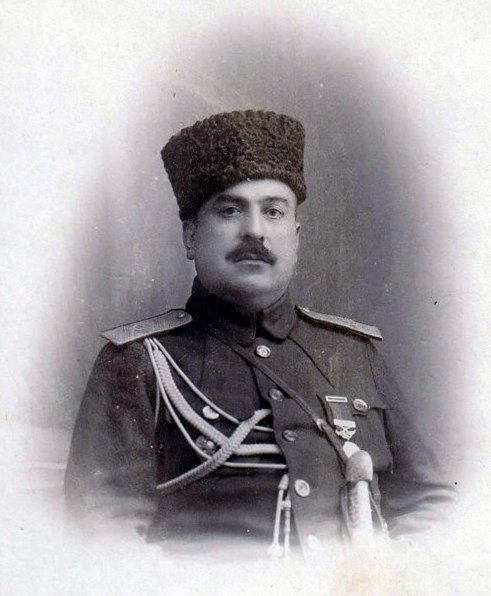
Həbib bəy Səlimov

Həbib bəy Səlimov (eingedeutscht Häbib bäj Sälimow; * 8. Februar 1881 in Eriwan, Gouvernement Eriwan, Russisches Kaiserreich; † 30. Dezember 1920 in Baku, Sowjetaserbaidschan) war Oberstleutnant der Kaiserlich Russischen Armee und Stabschef der Streitkräfte der Demokratischen Republik Aserbaidschan im Rang eines Generalmajors.

## Werdegang
Səlimov erhielt seine Allgemeinbildung im Eriwaner Stadtgymnasium, das er mit Auszeichnung abschloss. Sein Vater arbeitete als Richter in Eriwan.
Die militärische Laufbahn von Səlimov begann im August 1900 in der 39. Infanteriedivision des 1. Kaukasus-Armeekorps in Elisawetpol (heute Gəncə). Nach Abschluss seiner Militärausbildung auf einer Militärschule in Tiflis diente Səlimov im 3. Kaukasus-Schützenregiment in Culfa und nahm anschließend an einer geheimen Aufklärungsmission in Teheran teil.
Im Jahr 1907 wurde Səlimov, mittlerweile Adjutant, zum 5. Kaukasus-Schützenbataillon nach Tiflis abkommandiert. Noch im selben Jahr wurde er mit dem Orden des Heiligen Wladimir der 4. Klasse ausgezeichnet. 1909 war Porutschik Səlimov Oberadjutant im Stab der 2. Kaukasus-Schützenbrigade. 1912 erfolgte die Beförderung zum Stabskapitän.
Mit Beginn des Ersten Weltkrieges wurde Səlimov zum 31. Infanteriedivision des 10. Kaiserlichen Armeekorps nach Charkiw versetzt. Für hervorragende militärische Leistungen wurde Səlimov 1914 der Sankt-Stanislaus-Orden der 3. Klasse und der Russische Orden der Heiligen Anna mit Schwertern der 3. Klasse am Band verliehen.
Im Mai 1917 absolvierte Səlimov im Rang eines Oberstleutnants einen dreimonatigen Vorbereitungskurs in der Nikolajew-Militärakademie in Moskau und wurde im März 1918 auf Anordnung des Allrussisch-sowjetischen Generalstabs in den Generalstab versetzt.

## Dienst in den Streitkräften der Demokratischen Republik Aserbaidschan
Mit der Gründung der Demokratischen Republik Aserbaidschan (DRA) am 28. Mai 1918 kehrte Səlimov nach Aserbaidschan zurück und wurde zum Leiter der Dokumentationsabteilung der neu formierten Armee Aserbaidschans ernannt. Im Juli 1918 wurde Nuri Pascha, Anführer der Kaukasisch-Islamischen Armee, auf das militärische Geschick von Səlimov aufmerksam und ernannte ihn zum Stabschef des aserbaidschanischen Korps. Bei der Schlacht um Baku im August–September desselben Jahres gegen bolschewistisch-armenische Truppen befehligte Səlimov die südliche Flanke der aserbaidschanischen Einheiten. Für seine Verdiente bei der Einnahme von Baku wurde Səlimov vom Kriegsminister Səməd bəy Mehmandarov mit gleichzeitiger Berufung zum Generalstabschef der aserbaidschanischen Streitkräfte zum General-Major befördert. Während der armenischen Aufstände in Karabach im März–April 1920 spielten die von Səlimov geführten Einheiten eine federführende Rolle bei der Wiederherstellung der aserbaidschanischen Kontrolle über die Region.
Nach der Etablierung der Sowjetmacht in Aserbaidschan am 28. April 1920 weigerte sich Səlimov mit den neuen Machthabern zusammenzuarbeiten. Er wurde verhaftet und am 30. Dezember 1920 erschossen.